# Istituto nazionale di documentazione innovazione e ricerca educativa
L'Istituto nazionale di documentazione, innovazione e ricerca educativa (Indire) è un ente di ricerca del Ministero dell'istruzione italiano.
L'istituto svolge attività di ricerca in ambito educativo mediante la sede centrale a Firenze e le articolazioni territoriali (Napoli, Roma e Torino).

## Storia
Nel 1925 a Firenze si apriva, sotto la presidenza di Giovanni Calò, una mostra didattica nazionale sui prodotti delle scuole nuove, concretizzanti l'idea di Giuseppe Lombardo Radice di una didattica intesa come esperienza attiva. Nel 1929, per dare una sede permanente alla mostra, viene istituito il Museo Didattico Nazionale, che nel 1937 assunse la denominazione di Museo Nazionale della Scuola.
Nel 1954 diviene Centro Didattico di Studi e Documentazione e nel 1974 Biblioteca di Documentazione Pedagogica (BDP).
Nel 2001 la BDP diviene Istituto nazionale di documentazione per l'innovazione e la ricerca educativa (Indire).
Nel 2007, con la Legge 296/2006, l'Indire diviene Ansas, Agenzia nazionale per lo sviluppo dell'autonomia scolastica, ma il 1º settembre 2012 torna ad essere Indire in base a quanto stabilito dal Dl. 98/2011 convertito con modificazioni dalla Legge 111/2011.

## Descrizione

### Struttura
La sede principale dell’ente si trova nel centro di Firenze, in Via Buonarroti, nel quartiere di Santa Croce, all'interno del rinascimentale palazzo Gerini, ristrutturato all'inizio del ‘900 dall'architetto Giovanni Michelucci, che ne ha progettato anche il mobilio interno.

### Organizzazione
L'ente è articolato in tre nuclei territoriali con sede rispettivamente a Roma (Via Guidubaldo del Monte, 54), Napoli (Via G. Melisurgo, 4) e Torino (Corso Vittorio Emanuele II, 70).

#### Consorzio Università telematica degli studi IUL
Nel 2005 INDIRE ha istituito il Consorzio IUL che ha promosso l'istituzione della Università telematica degli Studi IUL, università pubblica non statale che tiene corsi universitari a distanza, così come corsi di perfezionamento e di aggiornamento professionale e dottorati di ricerca rivolti principalmente al personale della scuola. Dal 2020 il Consorzio IUL è composto da INDIRE e dall'Università degli Studi di Foggia.

#### Ruolo nazionale e internazionale
Indire è parte del Sistema Nazionale di Valutazione in materia di istruzione e formazione insieme con l'istituto Invalsi e il Corpo Ispettivo del Ministero dell'istruzione.
L'Istituto è, inoltre, Agenzia nazionale Erasmus+, il cui ambito di competenza riguarda istruzione scolastica, istruzione superiore ed educazione degli adulti. Presso l'Agenzia operano l'Unità italiana della rete Eurydice, l'Unità italiana per i gemellaggi elettronici eTwinning e l'Unità italiana EPALE. Contribuisce inoltre alle attività di European Schoolnet, la rete di trentuno Ministeri dell'istruzione europei che promuove la cooperazione tra scuole europee.

### Attività e finalità
Svolgere attività di ricerca in ambito educativo, rivolte in particolare ai temi che riguardano:
- introduzione delle ICT nella didattica;
- approcci metodologici didattici;
- riqualificazione degli spazi educativi;
- aggiornamento professionale del personale scolastico;
- autovalutazione,
- nuove architetture scolastiche e i setting per la didattica innovativa con il gruppo nazionale di esperti (National Group of Experts).

#### Albo nazionale delle eccellenze
Su incarico del Ministero dell'istruzione ha altresì il compito istituzionale di curare la raccolta e l'aggiornamento dei nominativi di studenti meritevoli da inserire nell'Albo nazionale delle eccellenze istituito nel 2007.

#### Archivio storico
Indire conserva un archivio specializzato in materiale documentario di interesse storico-pedagogico.
I fondi che costituiscono il patrimonio sono inerenti a personalità illustri della pedagogia come Giuseppe Fanciulli e Giuseppe Lombardo Radice, sono costituiti da carteggi, manoscritti, quaderni scolastici e disegni, oltre a una collezione di 14000 fotografie.

### Percorsi di Specializzazione sul Sostegno
INDIRE è stato incaricato in via del tutto straordinaria e transitoria dell’organizzazione dei percorsi formativi di specializzazione sul sostegno a seguito dei decreti attuativi n. 75 e n. 77 del 2023 del Ministero dell'Istruzione e del Merito; nel 2025 prevede 52.622 posti a bando.